# 大谷川 (岐阜県)

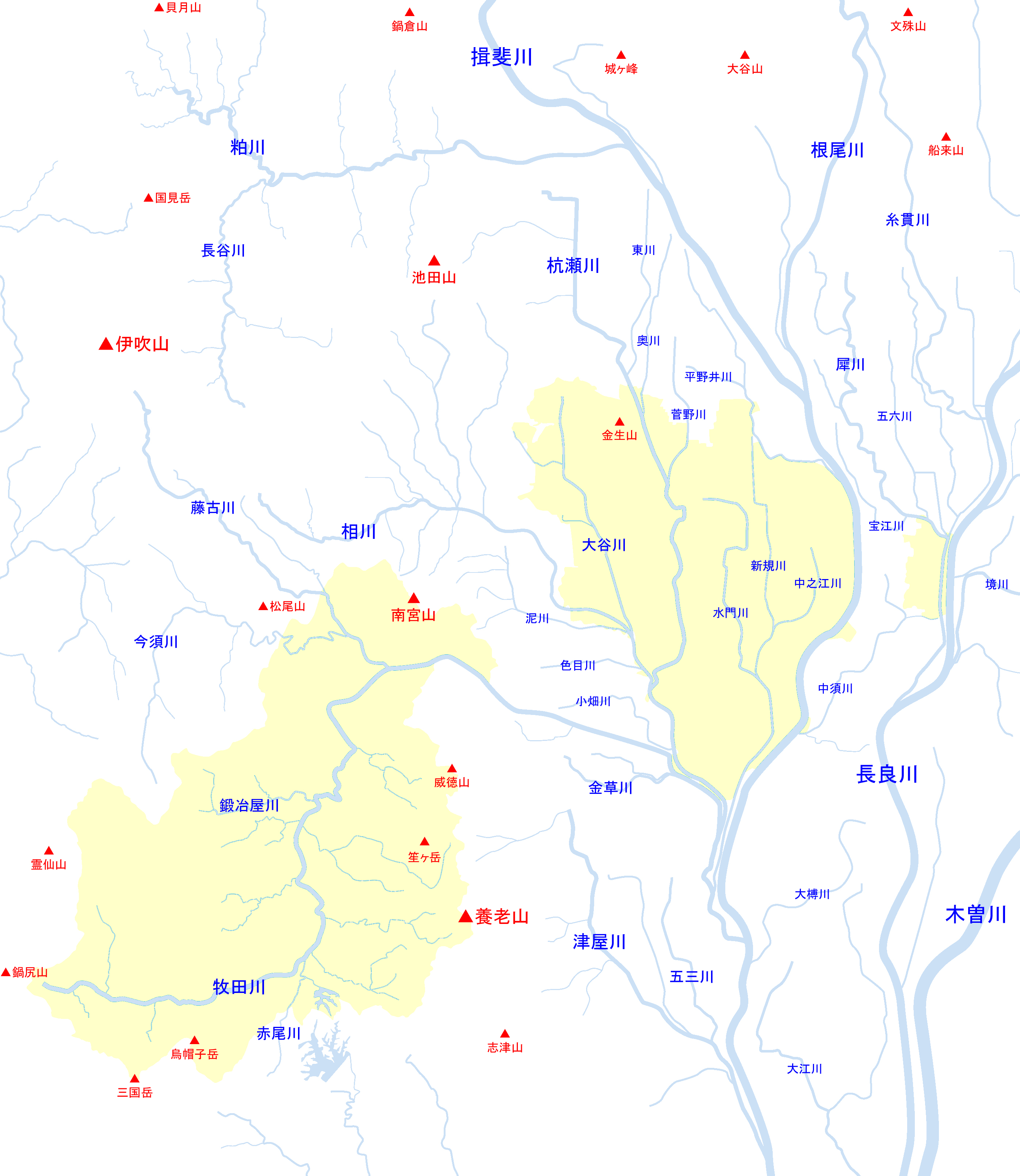
大垣市周辺河川の位置関係図

大谷川（おおたにがわ）は、木曽川水系の一級河川。岐阜県大垣市を流れる。相川・杭瀬川・牧田川・揖斐川を経て伊勢湾に至る木曽川の5次支川。

## 概要
大垣市青墓町の池田山山麓の大谷を源流として青墓町内で薬師川と合流して南下、矢道川と合流し、瀬田輪中内を通って静里排水機場、荒崎排水機場からの排水を受けて相川に至る。
かつては瀬田輪中の西側の十六輪中と東側の静里輪中及び綾里輪中の間を流れていた。十六輪中の輪中堤防と大谷川の間は大垣の市街地を守るための遊水地を確保する目的で長い間堤防のない地域となっていた。
1954年から食糧増産のための農地開拓の一環として堤防が築かれたが、遊水地を失うことによって東側の洪水の危険が高まることが予想されたため、1958年洗堰が設けられた。
その後頻繁に洗堰からの越流があったため、1980年に洗堰のかさ上げが行われた。
2002年と2004年にも豪雨に伴い洗堰からの越流が発生したため、洗堰のさらなるかさ上げが行われた。

## 主な支流
一級河川のみ、下流側から順に記載。
- 矢道川
- 薬師川

## 主な橋
- 大谷川橋（岐阜県道214号養老赤坂線）
- 土川橋（岐阜県道216号赤坂垂井線）